# Liriomyza kenti
Liriomyza kenti är en tvåvingeart som beskrevs av Spencer 1969. Liriomyza kenti ingår i släktet Liriomyza och familjen minerarflugor. Inga underarter finns listade i Catalogue of Life.